# Franzbrötchen
Franzbrötchen je sladké cukrářské pečivo vyrobené z plundrového těsta a plněné cukrem a skořicí. Je to specialita hamburské kuchyně a často se podává ke kávě nebo k snídani. Původně se franzbrötchen pekl jen v Hamburku a okolí, ale později se různé varianty rozšířily i do dalších míst Německa; tyto varianty se mohou lišit náplní a posypem, existují franzbrötcheny s rozinkami, drobenkou, čokoládou, marcipánem, mákem nebo dýňovými semínky.

## Příprava
Nejprve se připraví kynuté těsto. Aby z něho vzniklo plundrové těsto, několikrát se vyválí a proloží tukem, obvykle máslem. Nějakou dobu se ponechá v klidu, pak se natenko vyválí a posype směsí cukru a skořice, pak sroluje do válečku a nakrájí na čtyř až pěticentimetrové kousky. Zmáčknutý nebo zkroucený tvar, který se v posledních letech stal typickým, se dosáhne přitlačením tenkého kulatého kusu dřeva - například rukojeti vařečky - doprostřed těsta. To způsobí, že cukrovo-skořicová náplň na boku trochu vyteče. Při pečení cukr na povrchu karamelizuje a spolu s dalšími složkami dává pečivu typickou chuť.